# Commanderie du Cambon-du-Temple
La commanderie du Cambon-du-Temple est une commanderie templière puis hospitalière, située au Fraysse, dans le Tarn, en région Occitanie (France).

## Historique

### Les Templiers
Le village du Cambon ainsi que son église templière sont cités dans les archives dès le XIIe siècle. En effet, en 1171 et 1183, les terres sont donnés à l'ordre du Temple par un certain Bernard de Cambon, ce qui est attesté par les titres de donations. À partir de ce moment, une commanderie templière est érigée en ces lieux, avec pour possessions de nombreuses terres aux alentours. Le village du Cambon est créé, et s'étend grâce à l'influence positive des templiers sur la région,.
Un important commandeur templier a dirigé Le Cambon-du-Temple de 1289 à 1293, un certain Raymond de Posquières, qui fut ensuite commandeur de la Selve, de Sainte-Eulalie puis de Montels.

### Les Hospitaliers
En 1312, après le Concile de Vienne menant à la dissolution de l'ordre du Temple, les possessions tarnaises de ces religieux passent aux mains de l'ordre de Saint-Jean de Jérusalem, comme c'est d'ailleurs généralement le cas partout en France. La commanderie du Cambon-du-Temple n'y réchappe pas et devient hospitalière en 1314. Jusqu'en 1336, quatre commandeurs hospitaliers vont se succéder. Néanmoins, après cette date, les terres du Cambon-du-Temple, ainsi que sa commanderie, passe sous le contrôle de la commanderie de Rayssac à Albi.  
Il ne demeure aujourd'hui de cette commanderie que l'église Saint-Pierre de Cambon du Temple.

## Commandeurs connus

### Commandeurs templiers
- Guillaume Folquier (commandeur de 1176 à ?) ;

...
- Raymond de Posquières (commandeur 1289 à 1293) ;
- Bernard de Rotbald (commandeur de 1293 à ?) ;

...
- Pons de Saint-Just (commandeur de 1301 à 1303).

### Commandeurs hospitaliers
- Etienne Mostier (commandeur de 1314 à 1318) ;
- Arnaud de Borren (commandeur de 1318 à 1330) ;
- Raymond de Suejols (commandeur de 1330 à 1336) ;
- Guiral Jolia (commandeur de 1336 à ?) ;